# Медаль «За поход в Японию»
Медаль «За поход в Японию» — не учреждённая медаль Российской империи. Происхождение и предназначение медали неизвестны, но исследователи рассматривают медаль в контексте русско-японской войны. Считается, что она изготовлена частными мастерскими. На аверсе медали изображена монограмма Николая II, на реверсе — соответствующая названию надпись и оформление. Лента медали неизвестна.

## Версии о медали
Известно несколько десятков экземпляров медали «За поход в Японию». Относительно этих медалей нет устоявшейся точки зрения, и их точное происхождение и предназначение, а также данные о награждениях неизвестны, требуют исследований и вызывают споры.
Так, В. Г. Рихтер утверждал, что экземпляры данной медали были известны ему с 30-х годов XX века, и предполагал, что медаль является «преждевременной». С точки зрения Д. И. Петерса, медаль была пробной. Практически все исследователи сходятся во мнении, что медали могли быть изготовлены в некой частной мастерской. Известна версия, что медалями предполагалось награждать военных, участвовавших в русско-японской войне, и частные мастерские в принципе могли изготовить пробные образцы. Против этой версии, с точки зрения исследователей, говорит то, что лицевая сторона медали практически идентична лицевой стороне медали «За поход в Китай» (1901), что нетипично для российской наградной системы. Против версии о том, что медаль была преждевременной и предназначенной для награждения, говорит также то, что на медалях указана дата окончания войны, в то время как для реального похода в Японию могли потребоваться значительные десантные операции и, по крайней мере, победа на море, способная сама по себе привести к победе.
Существует также сомнительная версия, по которой медаль была издана неизвестными как насмешка над результатами войны. Против этой версии говорит то, что сложно выявить силы в Российской империи того времени, для которых был бы смысл в подобной акции; для революционеров-подпольщиков чеканка медалей была бы чересчур трудноисполнимой задачей. При этом существует версия Г. М. Судника о японском происхождении медали, но она не имеет опубликованных доказательств.
Возможно также изготовление медалей для коллекционеров, которое могло быть произведено в более позднее время. Изготовить несколько десятков медалей, выполненных в разном металле, было технически несложно и могло принести прибыль. При этом В. Г. Рихтер утверждал, что коллекционеров в то время было не более десятка, и изготовление медалей в небольшом количестве могло просто не окупиться.

## Описание медали
Дизайн медали довольно близок к медали «За поход в Китай». Отличия заключаются лишь в некоторых деталях и надписях. На лицевой стороне медали изображен рельефный вензель императора Николая II, представляющий собой витиеватую букву «Н», под которой находится литера «ΙΙ». Над вензелем изображена Большая императорская корона. На оборотной стороне вдоль края круговая надпись: «ЗА ПОХОДЪ ВЪ ЯПОНИЮ». В центре горизонтально расположена надпись «1904-1905». В нижней части оборотной стороны на фоне винтовки со штыком, скрещенной с шашкой, изображён вертикально расположенный якорь. Диаметр медали 28 мм, материал — серебро, бронза или светлый металл. Медаль имеет ушко, лента неизвестна.
С точки зрения Е. В. Лозовского, форма ушка и широкий ободок по краю указывают на изготовление медали в частной мастерской. Н. И. Чепурнов также отмечает, что на ушко серебряных медалей наносилось клеймо 84-й пробы, что указывает на частное происхождение медали.

## Комментарии
1. ↑  В наградной системе известны медали с вензелем на аверсе, отличающиеся, тем не менее, рисунком вензеля, при этом разные медали можно отличить даже при ношении на одинаковых лентах[2]. Единственный случай появления двух медалей с идентичным аверсом и лентой (медали «За переход на шведский берег» и «За проход в Швецию через Торнео») связан с награждением после одной военной кампании, в которой войска шли двумя разными путями, а сами медали были учреждены одним указом[2][3].
2. ↑  Очевидно, что чиновники не могли знать даты окончания войны, если составляли планы по награждению ещё во время самой войны[2]